# سیارک ۲۱۴۵۳
سیارک ۲۱۴۵۳ (به انگلیسی: 21453 Victorlevine، نامگذاری:1998HA33) بیست و یک هزار و چهارصد و پنجاه و سومین سیارک کشف شده‌است که در ۲۰ آوریل ۱۹۹۸ کشف شد.
قدر مطلق سیارک برابر ۹.۸ است.